# Manuel Lorenzo de Vidaurre
Manuel Lorenzo de Vidaurre y Encalada (Lima, 19 de mayo de 1773 - ib. 9 de marzo de 1841) fue un jurista, político y ensayista peruano. Fue uno de los precursores reformistas de la independencia del Perú, es decir, aquellos que consideraban que los problemas de las colonias podían solucionarse con reformas emanadas de la Corona española y sin llegar a la separación de la metrópoli, ideas que expuso en dos libros, Cartas americanas y Plan del Perú, escritos en la década de 1810 y publicados recién en 1823. Sin embargo, tras viajar por Francia, Inglaterra, España y los Estados Unidos, hizo profundas reflexiones y aceptó finalmente la necesidad de la separación (1823). Ya en su faceta de prócer independentista contribuyó con sus servicios y sus propuestas jurídicas a la cimentación del proyecto republicano. Durante la dictadura bolivariana fue sucesivamente adulador y detractor del Libertador Bolívar. Fue el primer presidente de la Corte Suprema de Justicia del Perú (1825), cargo que ejerció tres veces. También fue presidente del Congreso Constituyente en 1827, y ministro de Gobierno y Relaciones Exteriores en ese mismo año y en 1832.
Fue un hombre versátil y talentoso, poseedor de un carácter tempestuoso y contradictorio («genio eléctrico» lo llamó Bolívar). «Vio en la ley el más eficaz instrumento para la felicidad republicana; y en la palabra, oral o escrita, el medio de labrar la opinión pública; de modo que se volcó inquietamente en cartas, discursos, artículos, proyectos de codificación y tratados mediante los cuales quiso difundir sus concepciones acerca de la organización del país». Su contribución al Derecho peruano ha sido valiosa.

## Familia y formación intelectual
Hijo del coronel Antonio Basilio Vidaurre de la Parra y Manuela Catalina de Encalada y Mirones. Era de familia acomodada. Estudió en el Real Convictorio de San Carlos y en la Universidad Mayor de San Marcos, donde se graduó de bachiller en Cánones en 1795. En 1797 empezó a ejercer la abogacía, destacando rápidamente por sus conocimientos y su talento. En 1802 se graduó de doctor en Leyes y Cánones.
Recibió la influencia de las ideas de Montesquieu, Locke, Rousseau y otros pensadores de la Ilustración. Por leer libros prohibidos fue obligado a comparecer ante los jueces de la Inquisición cada semana y durante varios años.
El 28 de agosto de 1795 se casó en Lima con Francisca Rivera y Figueroa. Tuvo varios hijos, uno de los cuales, Melchor Vidaurre, llegó a ser también magistrado y presidente de la Corte Suprema.

## Ideólogo reformista
Pese a tener líos con la Inquisición, se atrevió a criticar la administración colonial. En ese sentido se mostró reformista, mas no separatista. Y acentuó su fidelismo al ocurrir la invasión napoleónica a España en 1808.
A fin de alejarlo para que su mal ejemplo no cundiera, el virrey Abascal lo incitó a viajar a España a fin de que gestionara la obtención de un cargo público de acuerdo a sus méritos.
Llegó a Cádiz en 1810, y según él, en solo once días escribió allí un libro a pedido del ministro de Gracia y Justicia Nicolás María Sierra, obra en la que expuso los defectos de la administración colonial dando a la vez los consejos para su solución y que años después publicaría bajo el título de Plan del Perú. A mérito de ello obtuvo su nombramiento como oidor de la Real Audiencia de Cuzco (29 de diciembre de 1810).
Retornó al Perú por vía de Cabo de Hornos y, temeroso de tener alguna cercanía con las revueltas separatistas de Buenos Aires y Santiago de Chile, parece que desembarcó recién en Arica. En sus funciones como oidor en el Cuzco (1811-1815) demostró autonomía y no escatimó en criticar a las autoridades superiores por sus abusos sobre la población, lo que le valió la simpatía del pueblo; sin embargo, su temperamento hasta entonces era reformista, no separatista. Tras la proclamación y juramento de la Constitución española de 1812, se adhirió fervientemente al constitucionalismo de las Cortes de Cádiz. 
Al estallar la revolución del Cuzco de 1814, los rebeldes le ofrecieron la presidencia de la junta de gobierno, que rechazó, por considerar que su admisión significaba deslealtad hacia el Rey. En realidad, no quiso comprometerse pues avizoraba el fracaso de los insurgentes. Pese a esta negativa, los jefes revolucionarios le concedieron un salvoconducto para que pudiera salir del Cuzco sin dificultad.
Debelada la rebelión cusqueña, el virrey Abascal lo llamó a Lima y le inició proceso acusándolo de complicidad con los rebeldes (1815). Vidaurre solicitó entonces su traslado a España para ser juzgado con imparcialidad. Ya en la península, donde se había producido la reacción absolutista, sufrió una fría hostilidad. Se trasladó entonces a Francia e Inglaterra. Restaurada la Constitución liberal en 1820, Vidaurre y otros americanos residentes en la península solicitaron la igualdad de representación en las Cortes. A ese efecto, afirma el propio Vidaurre, escribió tres representaciones sobre la materia.
Volvió a América tras ser nombrado oidor en la Real Audiencia de Puerto Príncipe, actual Camagüey, en Cuba (1820). En ese nuevo escenario expresó opiniones políticas muy atrevidas, por lo que sus superiores decidieron su traslado a la Real Audiencia de Galicia, en España (1822). Pero no quiso hacer ese viaje y se dirigió a los Estados Unidos.

## De bolivariano a antibolivariano
En los Estados Unidos se radicó en Filadelfia, donde publicó sus Cartas americanas y su Plan del Perú (1823), esta última dedicada al Libertador Simón Bolívar, entonces la máxima figura de la lucha por la libertad de Hispanoamérica.
Conocedor de su robusta personalidad, Bolívar lo invitó a retornar al Perú, escribiéndole: 

«El Perú necesita muchos Vidaurres, pero no habiendo más que uno, este debe apresurarse a volar al socorro de la tierra nativa que clama e implora por sus primeros hijos, por esos hijos de predilección.»

También el prócer chileno Bernardo O’Higgins le instó a que volviera a tierras sudamericanas. Ya en el Perú, se le encargó la instalación de la Corte Superior de Justicia de Trujillo (11 de abril de 1824). Y fundada la Corte Suprema de la República, fue su vocal y su primer presidente (8 de febrero de 1825). Además, integró dos comisiones: una para redactar los estatutos de la Universidad de Trujillo, fundada por el mismo Bolívar; y otra sobre el proyecto de creación de una Sociedad Económica de Amantes del País.
En esta época se consideraba partidario de la independencia y enemigo de las ideas monárquicas, contradiciendo así su posición reformista y fidelista que había sostenido en los años anteriores. De pronto fue enviado a Panamá como plenipotenciario o representante peruano ante el Congreso Panamericano reunido allí, siendo su colega José María de Pando (reemplazado después por Manuel Pérez de Tudela). Trabajó arduamente en la redacción de las bases de la Confederación de naciones hispanoamericanas propuesta por Bolívar, que pronto se mostraría totalmente irrealizable.
Fueron días en que desempeñó convincentemente su papel de bolivariano entusiasta. Su adulación hacia el Libertador se hizo proverbial. Se cuenta al respecto que en una ocasión se tendió para que Bolívar, pisándole las espaldas, subiera a su caballo. Pero se enemistó con él a raíz de la aprobación de la Constitución Vitalicia, que impuso el mismo Bolívar prescindiendo de un Congreso (y por tanto de la voluntad popular), todo lo cual entrevió como un medio de instauración de la tiranía. Se sumó entonces al bando liberal antibolivariano encabezado por el clérigo Francisco Javier de Luna Pizarro. Pese a todo, juró la nueva carta, justificándose de esta singular manera: «Yo salvé a mi conciencia. El juramento decía: ‘¿Juráis la Carta que ha dado la nación?’ Como la nación no la había dado, no tenía sobre qué recaer el juramento.»
Tras la partida de Bolívar del Perú, efectuó junto con los liberales la reacción nacionalista contra el régimen vitalicio o bolivariano. Junto con Francisco Javier Mariátegui, recorrió las calles de Lima llamando al pueblo a reunirse en cabildo abierto, donde hubo un unánime pronunciamiento en contra de la Constitución Vitalicia (27 de enero de 1827). En este agitado período colaboró en las siguientes publicaciones periódicas: El Peruano, El Discreto (en cuyas páginas insertó un proyecto de constitución y un proyecto sobre jurados) y El Revisor (1827).
En el Diario de Bucaramanga, se lee unos comentarios que Bolívar, por el año 1828, hizo sobre la personalidad de Vidaurre: «un hombre de algún talento, de conocimientos superficiales y de una grande inmoralidad».

## Ministro de Estado, diputado constituyente y magistrado
Durante la junta de gobierno presidida por el general Andrés de Santa Cruz fue ministro de Gobierno y Relaciones Exteriores, de 30 de enero a 16 de mayo de 1827. Fue miembro del Congreso General Constituyente de 1827 por la provincia de Lima. Dicho congreso constituyente fue el que elaboró la segunda constitución política del país. Y ejerció la presidencia de dicho congreso de 4 de julio a 4 de agosto de 1827.
Poco después, fue implicado en una supuesta conspiración, siendo desaforado del Congreso. En la noche de 29 de abril de 1828 se embarcó en la fragata China, rumbo al exilio. Por segunda vez viajó a los Estados Unidos, desembarcando en el puerto de Salem. Poco después se dirigió a Europa. Regresó al Perú en 1830 y se reincorporó a la Corte Suprema como vocal por Lima, volviendo a ser su presidente de 1831 a 1834 y de 1837 a 1839.
De manera interina se encargó del ministerio de Gobierno y Relaciones Exteriores, de 31 de enero a 31 de mayo de 1832, cuando el gobierno del mariscal Agustín Gamarra afrontaba múltiples conspiraciones en todo el país. De entonces data su sentencia que parafrasea del Contrato social de Rousseau (Capítulo VI, De la Dictadura), para justificar la política represiva del gobierno: «Ha de reinar el orden. Si fuese preciso callarán las leyes para mantener las leyes.» Debió renunciar tras la conmoción que significó el fusilamiento del capitán Felipe Rossel, acusado de conspiración. Su sucesor fue José María de Pando. Por esa misma época, escribió en El Conciliador (1832).

## Jurista polémico
Tras su fugaz paso como ministro de Estado, prosiguió con sus escritos jurídicos y sus proyectos de codificación. 
De 1834 a 1836 dio a luz su proyecto del Código Civil, en tres tomos y en más de 900 páginas, que se considera lo más orgánico de toda su producción. En esa época tuvo también resonancia la polémica sobre su proyecto de Código Eclesiástico publicado en París en 1830, que fue considerada por la Iglesia Católica como una obra disparatada y llena de contrasentidos, por lo que fue puesto en el Index de libros prohibidos. Años después, Vidaurre, creyendo ver en la muerte de sus hijas un castigo divino, se declaró arrepentido de dicha obra y dio a luz otro libro, titulado Vidaurre contra Vidaurre, donde se retractó de muchas ideas que había sostenido (1839). Pero otra vez fue el blanco de las críticas de la alta jerarquía eclesiástica.
También publicó arengas que debió pronunciar o pronunció en festividades oficiales y colaboró en la edición del Diario de Debates de la Convención Nacional (1833-1834), en El Genio del Rímac (1833-1834) y en El Constitucional (1833-1834). 

## Sus últimos años
Durante la Confederación Perú Boliviana, se puso al servicio del protector Andrés de Santa Cruz y fue acreditado como ministro plenipotenciario en el Ecuador, con la misión de evitar que dicho país se sumara a la guerra restauradora desatada por los chilenos aliados con los emigrados peruanos. Por esta época debió redactar un proyecto de Código de Comercio y un Derecho Marítimo, que se han perdido.
Derrumbada la Confederación en 1839, fue privado de todos sus cargos públicos, incluyendo su magistratura en la Corte Suprema. Reabrió entonces su estudio de abogado, que había cerrado hacía más de 40 años, y fue nombrado por aclamación decano del Colegio de Abogados de Lima en 1840. Ese mismo año fue vicerrector de la Universidad de San Marcos. Falleció al año siguiente a la edad de 67 años.

## Obras principales
- Obras del ciudadano Manuel de Vidaurre (Puerto Príncipe, 1820-1822, en cinco volúmenes), compilación de ensayos jurídicos. Es considerada como una magna contribución para el Derecho peruano.[1]
- Plan del Perú (Filadelfia, 1823), con dedicatoria a Bolívar, donde hace una crítica del sistema administrativo colonial y aboga por una justicia más rápida y honesta. Particularmente magistral es su informe de la situación del indio. Fue reeditado en 1971 por Alberto Tauro del Pino junto con «otros escritos».[2]
- Cartas americanas (en dos volúmenes y con un suplemento, 1823-1827; reunidos por Tauro en un solo volumen incluyendo una «addenda», 1973[2]), reflexiones políticas sobre la guerra de la independencia. Afirma haberlas escritas en 1820, asegurando que ya por entonces era partidario decidido de la emancipación (pero Luis Alberto Sánchez duda de esta afirmación[28]). Al estilo de Rousseau, incluye confesiones íntimas, como la de sus amores adúlteros. En el prólogo dice lo siguiente:[29].

Las primeras de estas cartas manifiestan el objeto con que se escribieron: Yo tengo la gloria de haber inspirado a los cuarenta y un años de mi edad, una pasión violenta a la joven más hermosa de mi país. Aun la tengo mayor en haberla dirigido por el camino de la virtud. Este esfuerzo casi contrario a las leyes de la naturaleza, me acercó a los bordes del sepulcro…

- Discurso a los habitantes del Perú (Trujillo, 1824).[6]
- Discurso tercero a los americanos (Trujillo, 1824).[6]
- Discursos contra el proyecto de la Constitución Vitalicia (Lima, 1827), en que se pronuncia contra las ideas políticas de Bolívar.[28]
- Efectos de las facciones en los gobiernos nacientes (Boston, 1828).[30]
- Proyecto de un Código Penal (Boston, 1828), que publicó con motivo de haber convocado el gobierno de Chile un concurso sobre dicho asunto. De su lectura se desprende que Vidaurre buscaba no solo la represión sino la prevención del delito y se caracteriza por su laicismo, su liberalismo y el carácter draconiano y pintoresco de sus penas, fundadas en el dolor del delincuente.[31]
- Proyecto del Código Eclesiástico (París, 1830), dedicado a S.S. Pío VIII y escrita bajo influencia de las tesis regalistas, fue considerada una obra disparatada y llena de contrasentidos, por lo que fue puesto en el Índex de libros prohibidos por la Iglesia católica. En ella consignaba audaces principios sobre sometimiento del poder espiritual al temporal, la anulación del celibato y el derecho a casarse de los religiosos, quienes estudiarían además en seminarios pagados por el Estado, etc.[32][33]
- Proyecto de Código Civil peruano (Lima, 1834, 1835 y 1836), dividido en tres partes: sobre las personas, sobre dominios y contratos y sobre últimas voluntades. Con más de 900 páginas en total, representa lo más orgánico de su producción. Deficiente en cuanto a su técnica como código propiamente dicho e inaplicable en buena parte de su política jurídica, es sin embargo muy animado e interesante.[32]
- Vidaurre contra Vidaurre (Lima, 1839), dedicado a José Manuel Pasquel (entonces canónigo y vicario general de la Iglesia Metropolitana de Lima); es un volumen inicial de un «curso de derecho eclesiástico» en el cual intentó rectificar anteriores opiniones sobre la materia. Pero un examen atento realizado por el dominico fray Vicente de Zea demostró que en muchos puntos dicho libro tampoco se ceñía a la ortodoxia católica, por lo que fue igualmente condenada por el arzobispo de Lima Francisco de Sales Arrieta (1840). No obstante, el título de la obra se hizo en su momento popular para designar a quienes se contradicen a sí mismos. Vidaurre llevó incluso el asunto al fuero civil, arguyendo que el arzobispo había invadido la jurisdicción del tribunal de imprenta. Su representante legal fue su propio hijo, Melchor Vidaurre, recién recibido de abogado. El caso llegó hasta la Corte Suprema, pero los magistrados se abstuvieron de emitir un fallo.[26][34]

Redactó también un proyecto de Código de Comercio y un Derecho Marítimo, obras que se han perdido.